# Kreisheimatstube Stoffenried
Die Kreisheimatstube Stoffenried ist ein kleines Freilichtmuseum in Stoffenried (Gemeinde Ellzee) im Landkreis Günzburg ungefähr auf halber Strecke zwischen Krumbach (Schwaben) und Günzburg. Träger des im Jahr 1984 eröffneten Museums ist der Landkreis Günzburg.

## Gebäude

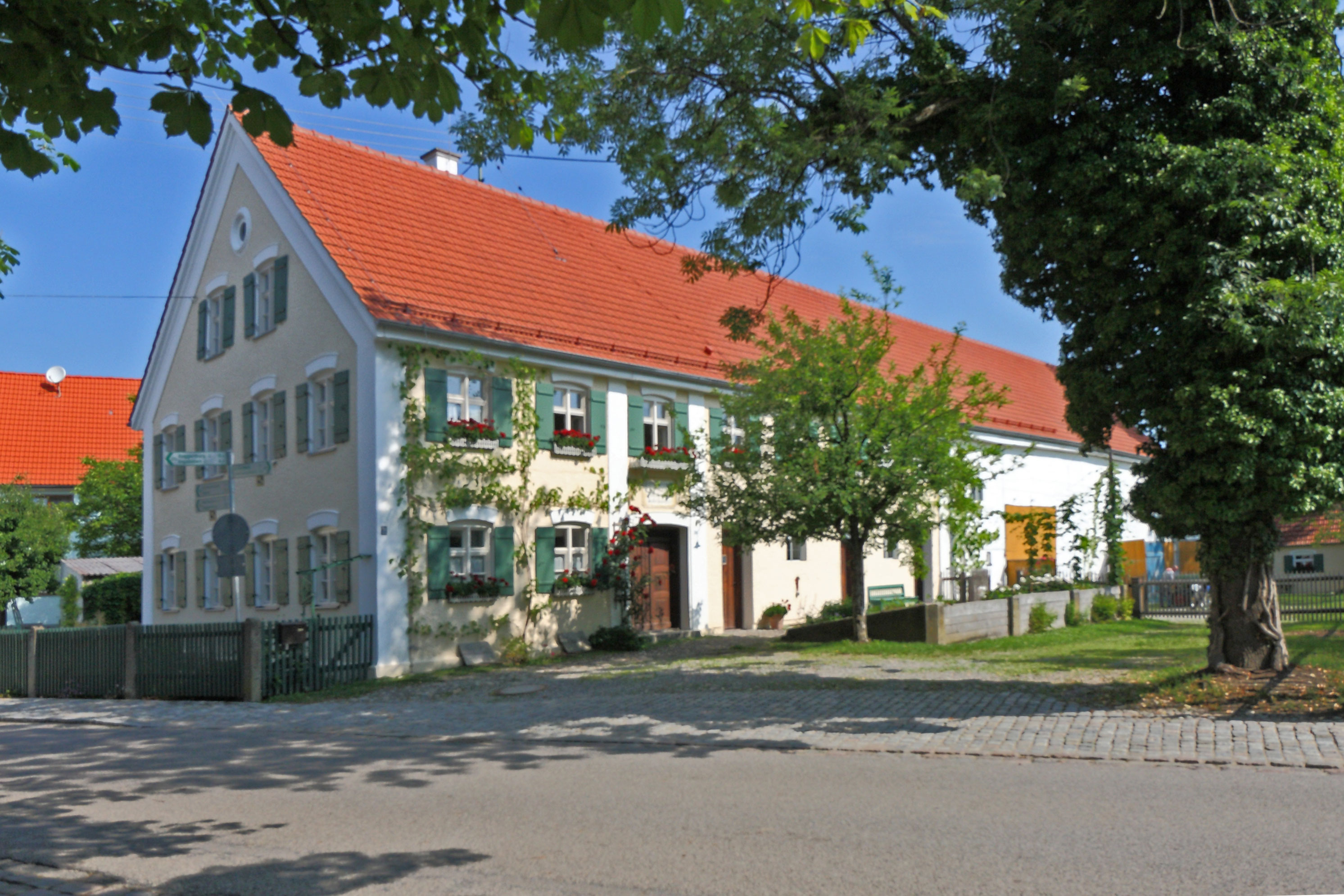
Kreisheimatstube Stoffenried

Die beiden mittelschwäbischen Fachwerkgebäude, die das Museum anfangs bildeten, standen ursprünglich nicht auf dem Gelände am Stoffenrieder Dorfweiher, sondern wurden dorthin versetzt. Die Sölde, einer Nebenerwerbslandwirtschaft, stammt aus Oberwiesenbach (Gemeinde Wiesenbach), das ehemalige Pfründhäusel – nach der Erbauung im Jahr 1798 zuerst als Austragshaus, ab 1816 als Taglöhner- und Handwerkerhaus genutzt – aus Hohenraunau (Stadtteil der Stadt Krumbach).
Seit 1991 gehören auch eine transferierte Seilerei aus Langenhaslach und das benachbarte Gebäude Beim Neher-Bader, ebenfalls ein Bauernhaus, zu dem Museumskomplex.

## Ausstellung
In der Kreisheimatstube werden Handwerks- und landwirtschaftliche Geräte, Gegenstände des Brauchtums, Textilien und Hausrat aus der Zeit von 1800 bis 1930 gezeigt, die aus dem gesamten Landkreis durch Erwerb oder Spenden zusammengetragen wurden. Die Ausstattung in der Sölde entspricht ungefähr dem Zustand eines kleinen landwirtschaftlichen Anwesens um 1880. Zu sehen sind die Stube und Kammern, der Stall und ein Stadel mit landwirtschaftlichen Geräten. In dem ehemaligen Pfründhäusel sind eine Schusterwerkstatt und eine winzige Seilerwerkstatt eingerichtet. Im Neher-Bader-Haus wurde im ehemaligen Stall eine kleine historische Hausbrauerei eingerichtet. Außerdem gibt es auf dem Museumsgelände auch einen Färber- und Kräutergarten, in dem alte Kulturpflanzen angebaut werden.
An den Aktionstagen werden die Geräte in Aktion vorgeführt, beispielsweise Bierbrauen im Neher-Bader-Haus, Brotbacken oder Klöppeln in der Sölde, die Herstellung von Seegrasschuhen im Pfründhäusel oder Seile drehen aus Hanf und Flachs an der Seilerbahn, die aus Langenhaslach nach Stoffenried in den Garten der Kreisheimatstube versetzt wurde. Manche alte Handwerkstechniken oder kunsthandwerkliche Tätigkeiten können die Besucher an manchen Tagen auch selbst ausprobieren, wie das Palmbuschen binden oder das Krippen schnitzen.